# Ben Jackson (Doktor Who)
Ben Jackson – postać fikcyjna związana z brytyjskim serialem science-fiction pt. Doktor Who, w którą wcielił się Michael Craze. Ben jest towarzyszem pierwszej i drugiej inkarnacji Doktora, głównej postaci serialu. Postać ta pojawiała się w serialu regularnie w latach 1966-1967, występując pod koniec sezonu trzeciego i w sezonie czwartym.
W archiwach BBC z jego występów istnieje tylko jedna historia w całości zachowana, a mianowicie The War Machines. Pozostałe, albo są niekompletne, albo ich w ogóle nie ma.

## Historia postaci
Ben był Able Seamanem w Royal Navy. Po raz pierwszy spotyka Polly i Dodo w klubie nocnym Inferno w Londynie w historii The War Machines. W tej historii Ben jest przygnębiony faktem, że statek na którym pracował został oddelegowany na pół roku do Indii Zachodnich. Po raz pierwszy drogi Bena i Doktora, krzyżują się, kiedy to w klubie Polly zostaje zaatakowana przez Wotana i jego machiny wojenne, a Polly, Ben i Dodo biegną do budki policyjnej, która okazuje się TARDISem.
Ben charakteryzuje się niezawodnością oraz wiernością, ale również skłonnością do podejrzeń, głównie wtedy, gdy jest w ciemności lub gdy nie wie co się dzieje. Jest on bardzo przywiązany do Polly, biorąc po uwagę nazywanie jej "Duchess" (pl.: "Księżna"). Jest on obecny z Polly podczas regeneracji pierwszego Doktora na kolejne wcielenie. Wraz z Drugim Doktorem i Polly spotkał m.in. Daleków, Cybermenów czy Macrę, a także nowego towarzysza Doktora, jakim okazuje się Jamie McCrimmon.
Gdy TARDIS trafia znowu do roku 1966 do Londynu w The Faceless Ones, Ben i Polly postanawiają opuścić Doktora i Jamiego.
Ben zostaje wspomniany przez Sarę Jane Smith w odcinku Śmierć Doktora w serialu Przygody Sary Jane. Mówi ona, że Ben pracuje wraz z Polly w indyjskim sierocińcu.

## Występy

### Telewizyjne
| Historia                | Data premiery       | Data premiery        | Źródło            |
| Historia                | Pierwszy odcinek    | Ostatni odcinek      | Źródło            |
| Sezon 3 (1965-66)       | Sezon 3 (1965-66)   | Sezon 3 (1965-66)    | Sezon 3 (1965-66) |
| ----------------------- | ------------------- | -------------------- | ----------------- |
| The War Machines        | 25 czerwca 1966     | 16 lipca 1966        | [ 3 ] [ 12 ]      |
| Sezon 4 (1966-67)       |                     |                      |                   |
| The Smugglers           | 10 września 1966    | 1 października 1966  | [ 4 ] [ 13 ]      |
| The Tenth Planet        | 8 października 1966 | 29 października 1966 | [ 5 ] [ 14 ]      |
| The Power of the Daleks | 5 listopada 1966    | 10 grudnia 1966      | [ 6 ] [ 15 ]      |
| The Highlanders         | 17 grudnia 1966     | 7 stycznia 1967      | [ 9 ] [ 16 ]      |
| The Underwater Menace   | 14 stycznia 1967    | 4 lutego 1967        | [ 17 ] [ 18 ]     |
| The Moonbase            | 11 lutego 1967      | 3 marca 1967         | [ 7 ] [ 19 ]      |
| The Macra Terror        | 11 marca 1967       | 1 kwietnia 1967      | [ 8 ] [ 20 ]      |
| The Faceless Ones       | 8 kwietnia 1967     | 13 maja 1967         | [ 10 ] [ 21 ]     |